# جزیره شنی

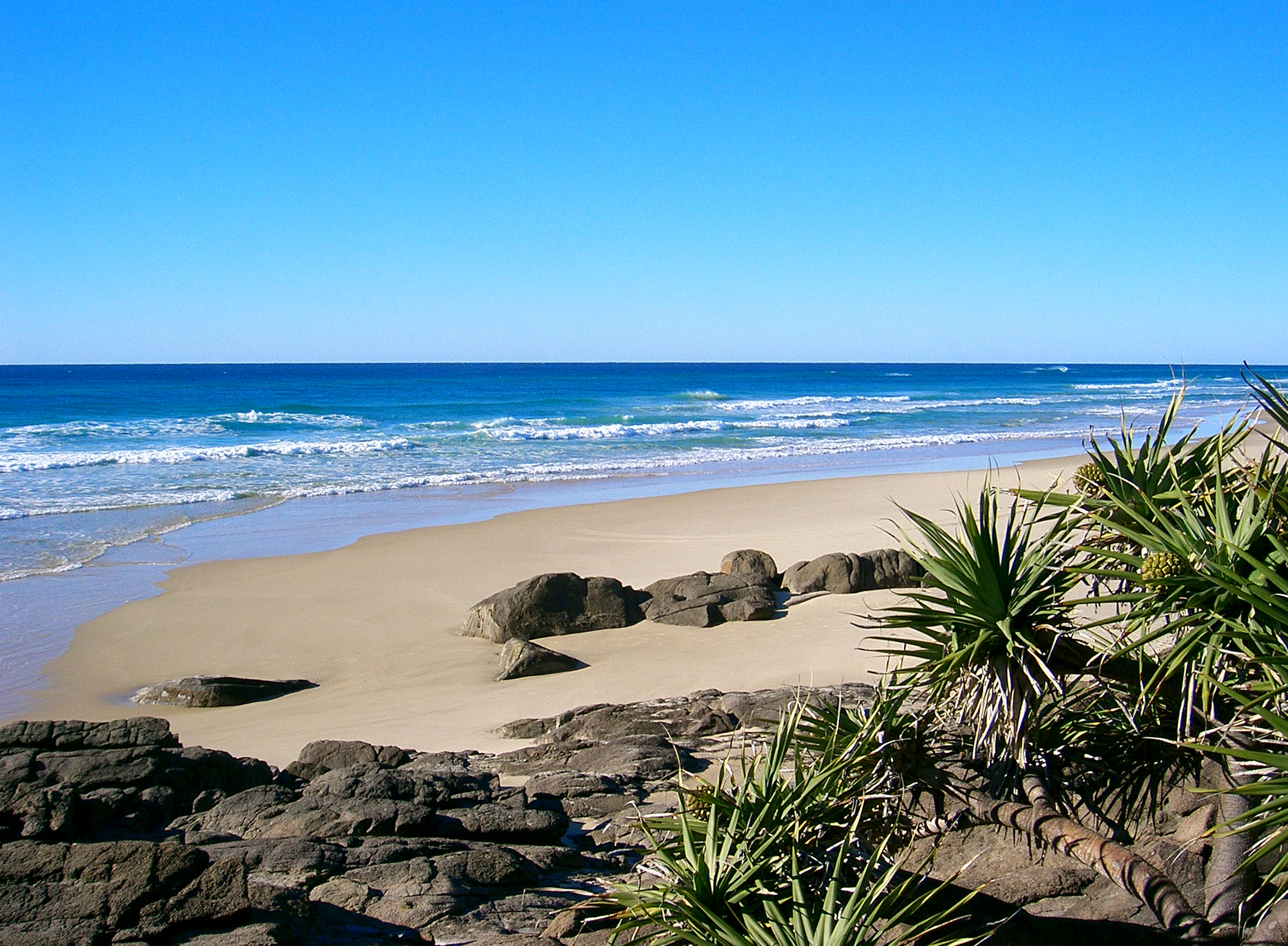
نمایی از ساحل جزیره فریزر که بزرگترین جزیره شنی دنیا است

جزیره شنی (انگلیسی: Sand island) یا جزیره ماسه‌ای عنوانی انتسابی است در جغرافیا و زمین‌شناسی به جزایری که عمدتاً از شن (ماسه) ساخته شده باشند. جزیره فریزر، بزرگترین جزیره شنی دنیا است. موارد دیگری از جزایر شنی بزرگ در دنیا وجود دارد که برخی از مهمترین آنها عبارت هستند از جزیره مورتون، جزیره برایبی و همین‌طور جزیره استردبروک شمالی. این جزایر ذکر شده در جنوب جزیره فریزر و در سواحل شرقی استرالیا قرار دارند.